# San Matteo apostolo (Procaccini)
San Matteo apostolo è un dipinto olio su tela realizzato intorno da Giulio Cesare Procaccini e conservato ai Musei di Strada Nuova a Genova.

## Storia e provenienza
Il dipinto fa parte di una serie dei Dodici apostoli di cui a Palazzo Rosso sono conservate altre tre tele: San Paolo apostolo, San Simone (o San Giuda) apostolo, San Tommaso apostolo. Le rimanenti otto risultano disperse. La serie completa è citata per la prima volta in un inventario dell'aristocratico genovese Giovan Carlo Doria per il quale Procaccini lavorò fra il 1611 e il 1622. Le tele vengono inoltre menzionate in una lettera del pittore Simon Vouet indirizzata allo Stesso Giovan Carlo nel 1621, in cui riferisce di averle viste nella casa bottega del Procaccini nella zona di porta romana. Successivamente i dipinti risultano presenti anche nell'inventario di  Agostino Doria nel 1644, e in quello redatto nel 1674 per la suddivisione dei beni fra i discendenti della famiglia. Il nucleo venne smembrato: uno degli apostoli fu acquistato da Ottavio Centurione, altri cinque da Cristoforo Centurione Oltremarini. Il figlio di quest'ultimo, Pietro Francesco, vendette quattro delle cinque tele, fra cui il San Matteo, a Giovan Francesco II Brignole-Sale. Le opere sono menzionate nel catalogo museale del 1756, dove risultano collocate all'interno della Sala della vita dell'Uomo a Palazzo Rosso, e giunsero infine alle collezioni civiche genovesi grazie alla donazione di Maria Brignole-Sale nel 1874.

## Descrizione
L'identità di San Matteo e degli altri apostoli è stata identificata da Piero Boccardo grazie ai diversi attributi iconografici legati a ciascun santo. Nella tela in questione, l'apostolo tiene in mano lo strumento del suo stesso martirio: l'alabarda. Il pittore si ispirò probabilmente alla serie degli apostoli realizzata da Rubens e conservata al Museo del Prado di Madrid. Rispetto al fiammingo, Procaccini realizza una versione meno barocca e più manierista, in cui la figura umana, scultorea e monumentale, appare chiusa nello spazio della tela. La serie è stata terminata dall'artista nel 1622, anno in cui Procaccini venne colpito da una grave malattia. Con ogni probabilità, la temporanea infermità ha causato la difformità stilistica che si riscontra confrontando le diverse tele, le quali vennero comunque eseguite e consegnate al committente termini prefissati. Il dipinto è stato restaurato negli anni Novanta e sono emersi elementi che suggeriscono che l'intervento precedente, nel 1959, avesse compensato svelature e abrasioni della pellicola pittorica provocando un appiattimento della qualità.